# Youngia parva
Youngia parva là một loài thực vật có hoa trong họ Cúc. Loài này được Babc. & Stebbins miêu tả khoa học đầu tiên năm 1937.".